# Sheila Mercier
Sheila Mercier, született Sheila Betty Rix (Kingston upon Hull, 1919. január 1. – 2019. december 13.) angol színésznő. Legismertebb szerepe Annie Sugden volt az Emmerdale televíziós sorozatból.

## Filmjei
Mozifilmek
- Az elhárított kém (The Night We Dropped a Clanger) (1959)
- Az álnok papagáj (The Night We Got the Bird) (1961)
- Nothing Barred (1961)

Tv-filmek
- Exercise Bowler (1946)
- One for the Pot (1966)
- Stand by Your Bedouin (1967)
- Uproar in the House (1967)

Tv-sorozatok
- BBC Sunday-Night Theatre (1957–1959, öt epizódban)
- BBC Sunday-Night Play (1961–1962, négy epizódban)
- Dial RIX (1963, egy epizódban)
- Laughter from the Whitehall (1964–1965, nyolc epizódban)
- Brian Rix Presents ... (1960–1970, 12 epizódban)
- Six with Rix (1972, hat epizódban)
- Emmerdale (Emmerdale Farm) (1972–2009, 1338 epizódban)